# Kårdholmengölen
Kårdholmengölen är en sjö i Vaggeryds kommun i Småland och ingår i Lagans huvudavrinningsområde. Sjön är 1,7 meter djup, har en yta på 0,0418 kvadratkilometer och är belägen 209,3 meter över havet.

## Delavrinningsområde
Kårdholmengölen ingår i det delavrinningsområde (637028-141010) som SMHI kallar för Ovan Vedabäcken. Medelhöjden är 201 meter över havet och ytan är 8,15 kvadratkilometer. Räknas de 11 delavrinningsområdena uppströms in blir den ackumulerade arean 293,19 kvadratkilometer. Delavrinningsområdets utflöde Lagan (Härån) mynnar i havet. Delavrinningsområdet består mestadels av skog (66 procent), öppen mark (15 procent) och jordbruk (17 procent). Avrinningsområdet har 0,04 kvadratkilometer vattenytor vilket ger det en sjöprocent på 0,5 procent.